# 秦嘉 (後漢)

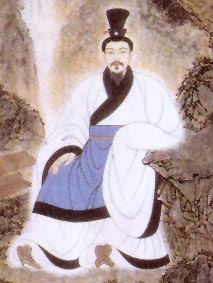
秦嘉

秦 嘉（しん か、生没年不詳）は、後漢の詩人。字は士会。

## 生涯
隴西の出身。桓帝の治世に郡吏となり、後に郡上計簿使となって洛陽に赴いた。妻の徐淑が病となって実家に帰る時、秦嘉は直接別れを言うことができなかったため、詩を贈った。洛陽で秦嘉は黄門郎に遷任したが、夫婦は詩を応酬して心を寄せ合った。秦嘉が津郷亭で病死すると徐淑は兄弟によって再嫁することを余儀なくされたが、秦嘉の死を悲しんだ徐淑は自らの顔面を潰して再嫁せず、喪に服して一生を終えたという。
秦嘉の『贈婦詩』三首は歴代王朝の人士に愛好され、清代に厳可均が編纂した『全上古三代秦漢三国六朝文』にも収められている。

## 参考資料
- 森田浩一「秦嘉と徐淑――物語と五言詩――」『甲南女子大学研究紀要』第37号、甲南女子大学、2000年3月、137-170頁、CRID 1050282813359834752。
- 福山泰男「秦嘉の情詩について」『山形大学人文学部研究年報』第10号、山形大学人文学部、2013年2月、53-69頁、CRID 1050282677551273856。